# Benthos

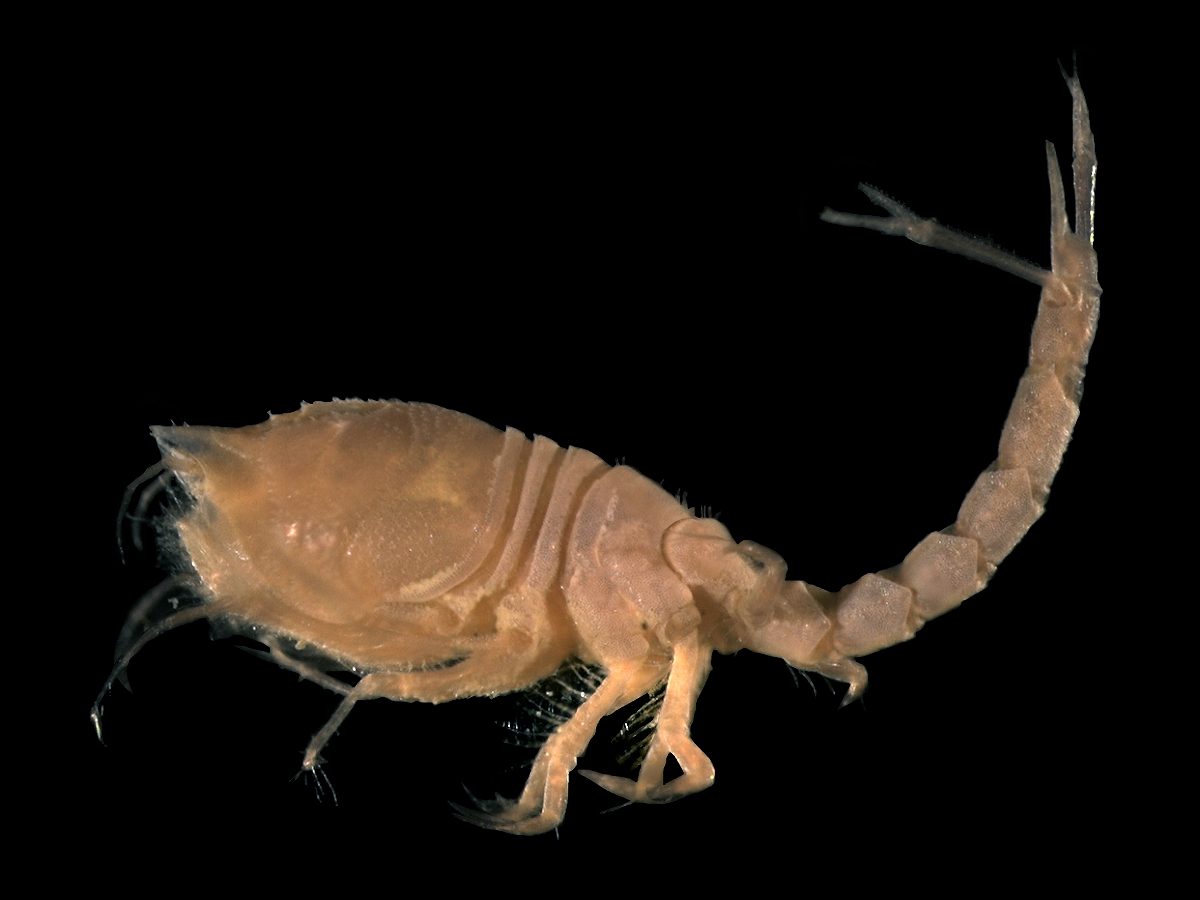
Diastylis bradyi, een zeekomma, valt onder de macrobenthos en de endobenthos.

Benthos (bijvoeglijk naamwoord: benthisch) is een begrip uit de biologie. Het komt van het oud-Griekse woord βένθος (bénthos), letterlijk vertaald 'de dieptes (van de oceaan)'. De naam is bedacht door Ernst Haeckel in 1891. 
Benthos is een verzamelnaam voor alle organismen die leven op of rondom de bodem van zoete en zoute wateren, de bentische zone. Hun leefgebied strekt zich uit van getijdepoelen langs de kust, tot de abyssale zone in de dieptes van de oceanen. Het bevat zowel levensvormen die vastzitten aan de bodem of vastzitten aan andere vastzittende organismen (sessiel benthos) als organismen die zich kruipend of lopend over de bodem bewegen (vagiel benthos). Dierlijk benthos heet zoöbenthos en de plantaardige versie wordt fytobenthos genoemd. Benthos leeft vaak in zones met een hoge druk, zoals de abyssale zone, en kunnen door grote drukverschillen daarom niet in hogere delen van de waterkolom leven. Doordat het meeste licht al is geabsorbeerd voordat het de bodem van de waterkolom bereikt, kan benthos vaak niet zelf fotosynthetiseren. Het voedt zich voornamelijk met organisch materiaal dat naar beneden valt. Dit dode en verteerde materiaal voedt het benthische voedselweb. De meeste organismen zijn daarom verzamelaars en reducenten.

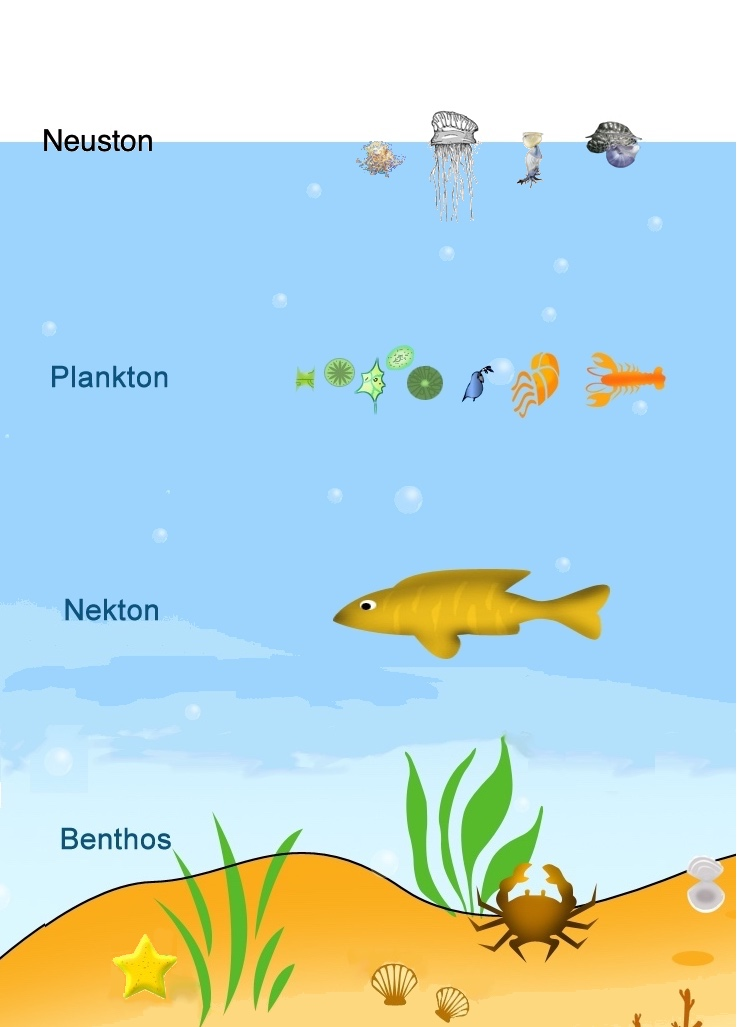
Een overzicht van de positie van benthos in verhouding met neuston (organismes die aan de oppervlakte van de waterkolom leven), plankton (organismes die met de stroming meedrijven) en nekton (organismes die tegen de stroming in kunnen zwemmen).

## Categorieën
Benthos kan worden onderscheiden op grond van de grootte van de organismen:
- macrobenthos: organismen die met het blote oog te zien zijn. Ze hebben een grootte van ongeveer 1 mm of meer. Voorbeelden van groepen organismen binnen de macrobenthos zijn kreeftachtigen, tweekleppigen, zakpijpen, stekelhuidigen en trilhaarwormen.
- meiobenthos: organismen die net niet met het blote oog te zien zijn, tussen de 1 mm en 0,1 mm groot. Hier vallen kleine kreeftachtigen, zoals eenoogkreeftjes onder, maar ook rondwormen en beerdiertjes.
- microbenthos: organismen die kleiner zijn dan ongeveer 0,1 mm. In ondiepe wateren, zeegrasbedden, koraalriffen en kelpbossen worden vaak grote hoeveelheden microbenthos gevonden. Voorbeelden van microbenthos zijn bacteriën, ciliophora, amoebes, diatomeeën en flagellaten.

Ook kan benthos onderverdeeld worden in habitat:
- endobenthos: in de bodem (onder andere tweekleppigen)
- epibenthos: op de bodem (onder andere zee-egels)
- hyperbenthos: net boven de bodem (onder andere aasgarnalen)

Men kan benthos ook onderscheiden in verschillende functiegroepen van voedingsstrategieën. Hierbij moet wel in acht worden genomen dat zelfs een individueel organisme vaak van meerdere strategieën gebruik kan maken, bepaald door het aanbod van voedsel.
- Verzamelaars: foerageren de bodem voor dode organismes, detriet en ander organisch materiaal
- Grazers: hebben raspachtige mondvormen die de algen en biofilm van rotsen en vegetatie af kunnen schrapen.
- Shredder: bewegen zich voort over de bodem en scheuren bladeren af en versnipperen ze. Sommige larven maken zelfs omhulsels van de stukjes bladeren om in te leven.
- Filter-voeder: zwemmen door de waterkolom of zitten vast op de bodem. Ze filteren het water dat langs hun stroomt voor eetbaar organisch materiaal. Dit zijn vaak kleine stukjes vegetatie die zijn losgescheurd door shredders, of stukjes biofilm die zijn losgemaakt door grazers.
- Roofdier: waterorganismes die zich voeden met andere heterotrofe organismes, zoals waterinsecten, kikkervisjes en soms zelfs kleine vissen.